# Lepidagathis yappii
Lepidagathis yappii är en akantusväxtart som beskrevs av Ridley. Lepidagathis yappii ingår i släktet Lepidagathis och familjen akantusväxter. Inga underarter finns listade i Catalogue of Life.